# 杭州鋼鐵集團
杭钢集团即杭州钢铁集团公司，最初是1957年4月在半山脚下成立的杭州钢铁厂，目前已成为一家以钢铁为主业，房地产、贸易流通、环境保护、酒店餐饮、高等职业教育、科研设计等多元化发展的大型企业集团，是浙江省主要的钢铁生产基地。
浙江省国资委持股90%、浙江省财务开发有限责任公司持股10%。

## 简介
自2004年起，集团连续5年进入全国百强企业行列，2008年排名第82位。
2011年，杭钢集团销售收入828.28亿元、利润15.57亿元。2011年底，集团总资产394.46亿元、净资产为134.30亿元。
2015年，杭钢集团推进去产能、调结构、促转型，用150天时间，安全平稳关停杭钢半山钢铁基地400万吨产能，被业界誉为“杭钢奇迹”。

## 分公司
集团拥有全资及控股子公司35家，主要有：
- 杭州钢铁股份有限公司，1998年2月26日成立，上市公司，有焦化厂、炼铁厂、转炉炼钢厂、中型轧钢厂、热轧带钢厂等八个生产厂；总资产90.52亿元，员工5886人，2011年生产铁293.97万吨、钢364.81万吨、钢材265.83万吨。[5]
- 杭州杭钢对外经济贸易有限公司